# Skalitzer Straße
Die Skalitzer Straße ist eine rund 2000 Meter lange Hauptverkehrsstraße im Berliner Ortsteil Kreuzberg und Teil des Innenstadtrings. Sie verläuft vom Wassertorplatz im Westen als Fortsetzung der Gitschiner Straße über das Kottbusser Tor, den Lausitzer Platz mit der Emmauskirche und das denkmalgeschützte Postamt Berlin SO 36 zum Schlesischen Tor, wo sie in die Oberbaumstraße übergeht.

## Besonderheiten
Auf der gesamten Länge der Skalitzer Straße verläuft auf ihrem Mittelstreifen die Hochbahn der U-Bahn-Linien U1 und U3. Die 1902 eingeweihte Trasse gilt als älteste U-Bahn-Strecke Deutschlands. Drei U-Bahnhöfe befinden sich auf der Skalitzer Straße: an ihrem östlichen Ende der U-Bahnhof Schlesisches Tor, an der Kreuzung mit der Wiener, Oranien- und Manteuffelstraße befindet sich der U-Bahnhof Görlitzer Bahnhof, sowie rund 700 Meter westlich davon der U-Bahnhof Kottbusser Tor. Diese drei Bahnhöfe stehen unter Denkmalschutz. Weitere denkmalgeschützte Bauwerke an der Skalitzer Straße sind das Schulgebäude im Inneren des Blocks zwischen Skalitzer, Görlitzer und Lübbener Straße, mehrere Ensembles sowie zahlreiche einzelne gründerzeitlicher Wohnhäuser.

## Geschichte der Straße

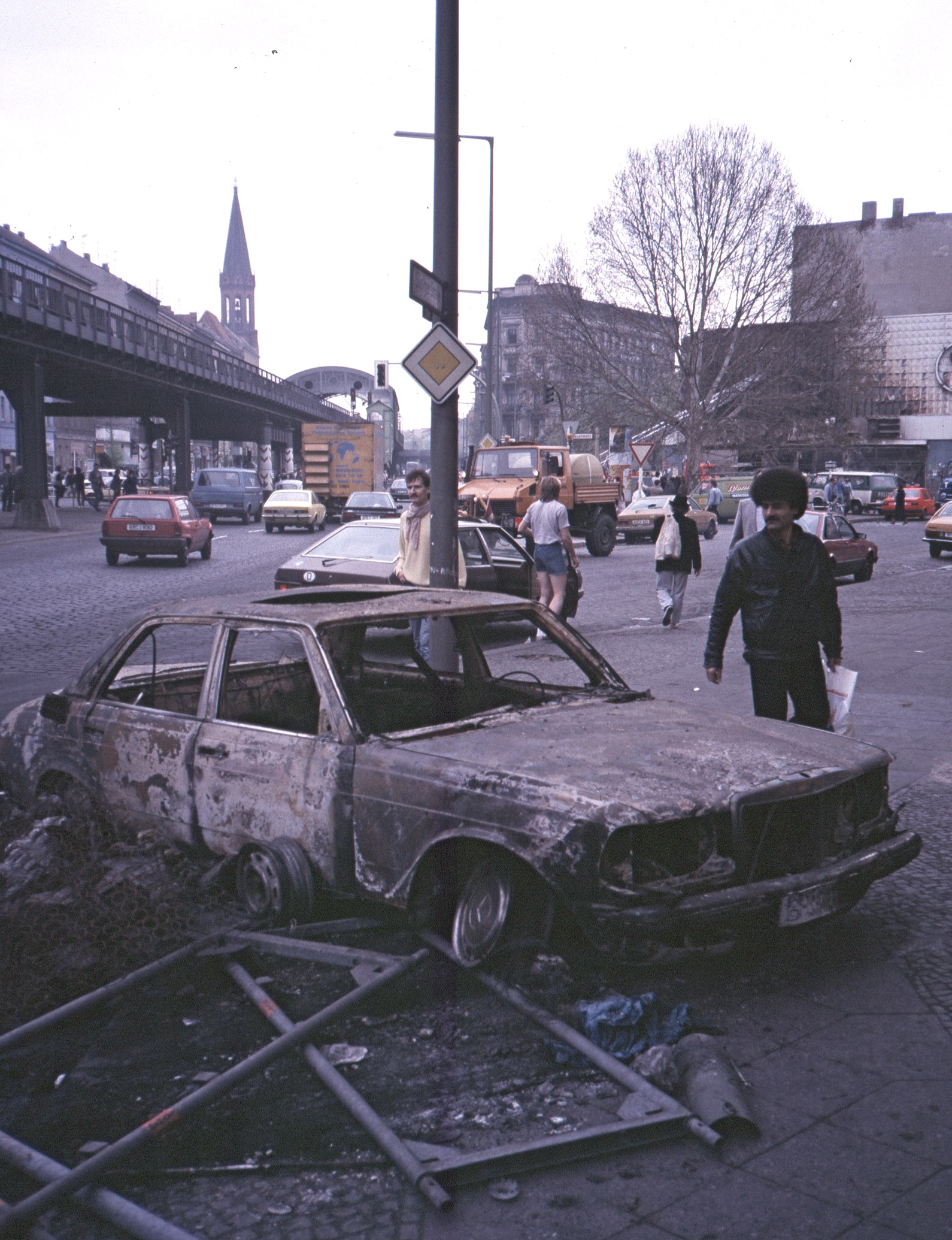
Skalitzer Straße mit ausgebranntem Bolle-Supermarkt, 2. Mai 1987

Ihren heutigen Namen, der auf die Schlacht bei Skalitz im damaligen Böhmen (heute: Česká Skalice) zurückgeht, erhielt die Straße 1868. Von 1849 bis 1868 hieß ein Teil Kottbusser Communication und der andere Lausitzer Communication. Von 1851 bis 1927 führte die Berliner Verbindungsbahn auf der Straße entlang. Außerdem fuhren hier Straßenbahnen, deren Betrieb nach dem Zweiten Weltkrieg eingestellt wurde.
Nach der politischen Wende wehrten sich Anfang der 1990er Jahre Anwohner erfolglos gegen die Wiedereröffnung der Oberbaumbrücke, die unter anderem die Skalitzer Straße nach Jahrzehnten der mauerbedingten Ruhe wieder zu einer Hauptstraße für den Durchgangsverkehr machte.
An der Ecke Skalitzer-/Wiener- und Manteuffelstraße befand sich früher eine Filiale der Supermarktkette Bolle, die am 1. Mai 1987 geplündert und niedergebrannt wurde – ein Ereignis, das vielen als „Urmythos“ der Kreuzberger Maikrawalle gilt. Das Gelände lag danach brach und die letzten Reste der Brandruine sind erst Jahre später abgerissen worden. Von 2004 bis 2008 erbaute dort der Islamische Verein zur Förderung wohltätiger Projekte e. V. das Maschari-Center, ein siebengeschossiges islamisches Zentrum, zu dem auch die nach dem Eroberer Umar benannte Omar-Ibn-Al-Khattab-Moschee mit ihren vier Minaretten gehört.
Die an der Skalitzer /Ecke Wendenstraße am heutigen Spreewaldplatz gelegene Kneipe des Gastwirts Richard Scholtz war nach einer Überlieferung 1889 der Geburtsort der Bezeichnung ‚Bockwurst‘.
In der Skalitzer Straße befand sich auch die legendäre Kneipe Ellis Bier-Bar.

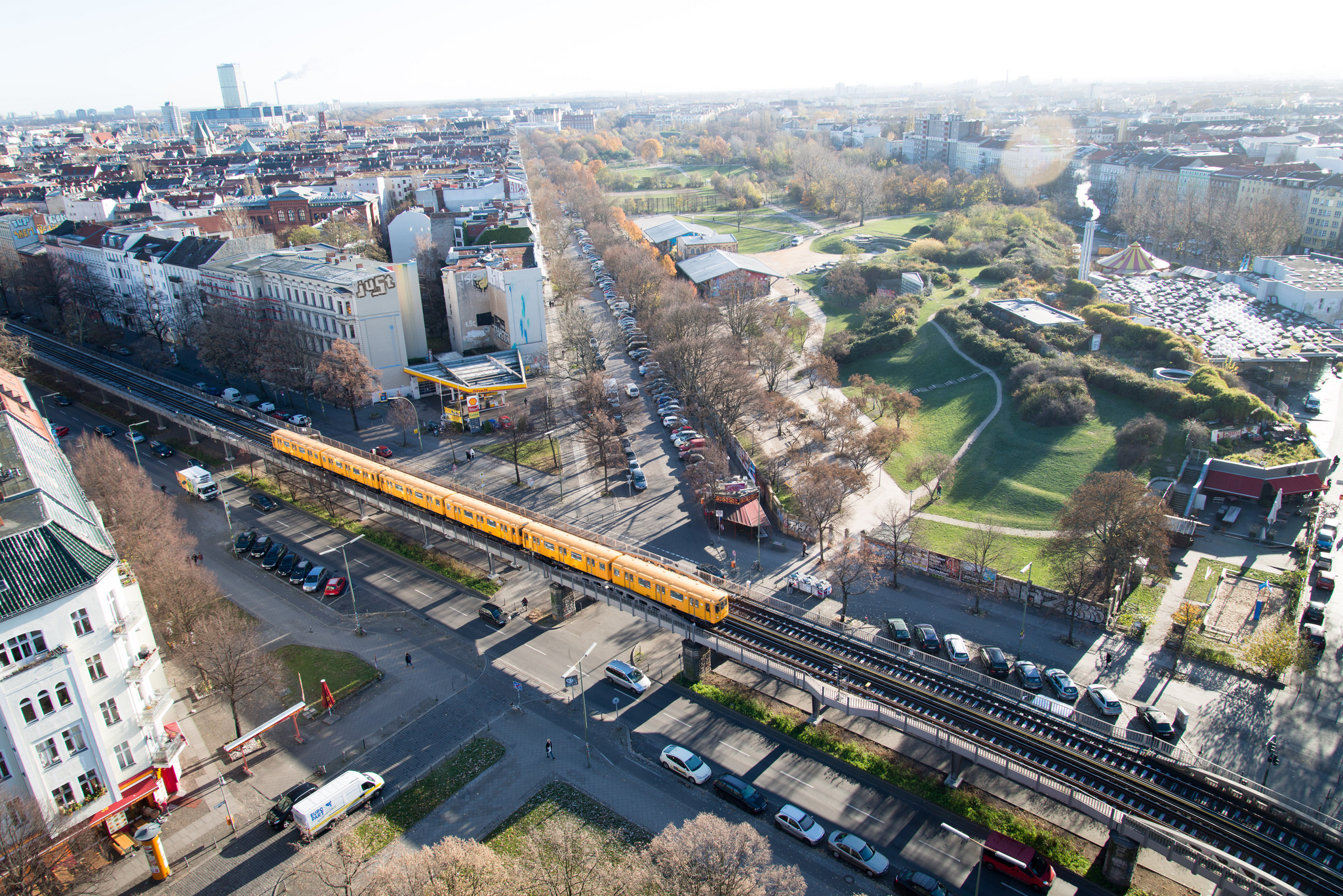
Blick vom Turm der Emmauskirche auf die Skalitzer Straße, die Görlitzer Straße und den Görlitzer Park, 2014
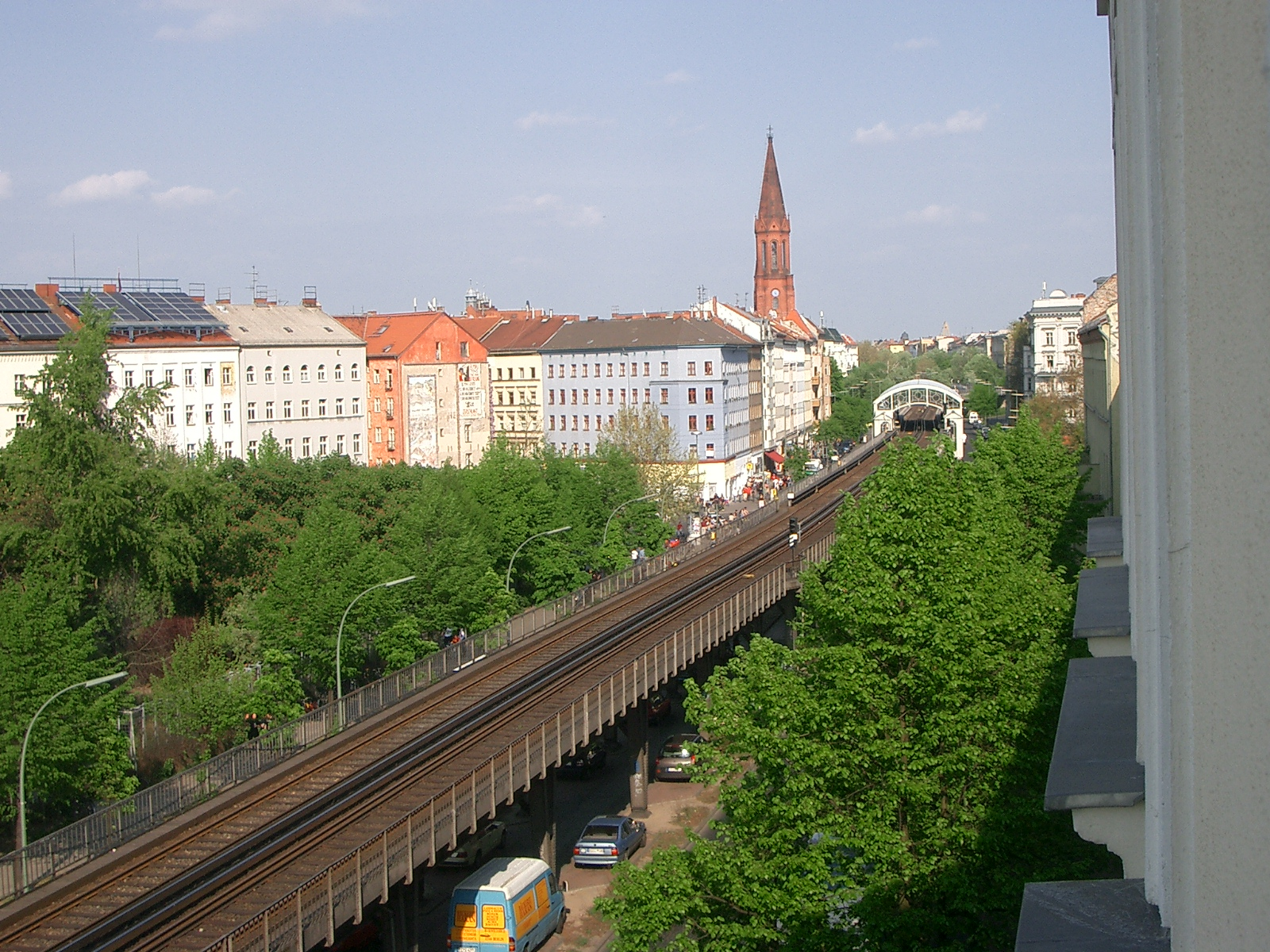
Hochbahntrasse über der Skalitzer Straße, im Hintergrund der U-Bahnhof Görlitzer Bahnhof, 2004
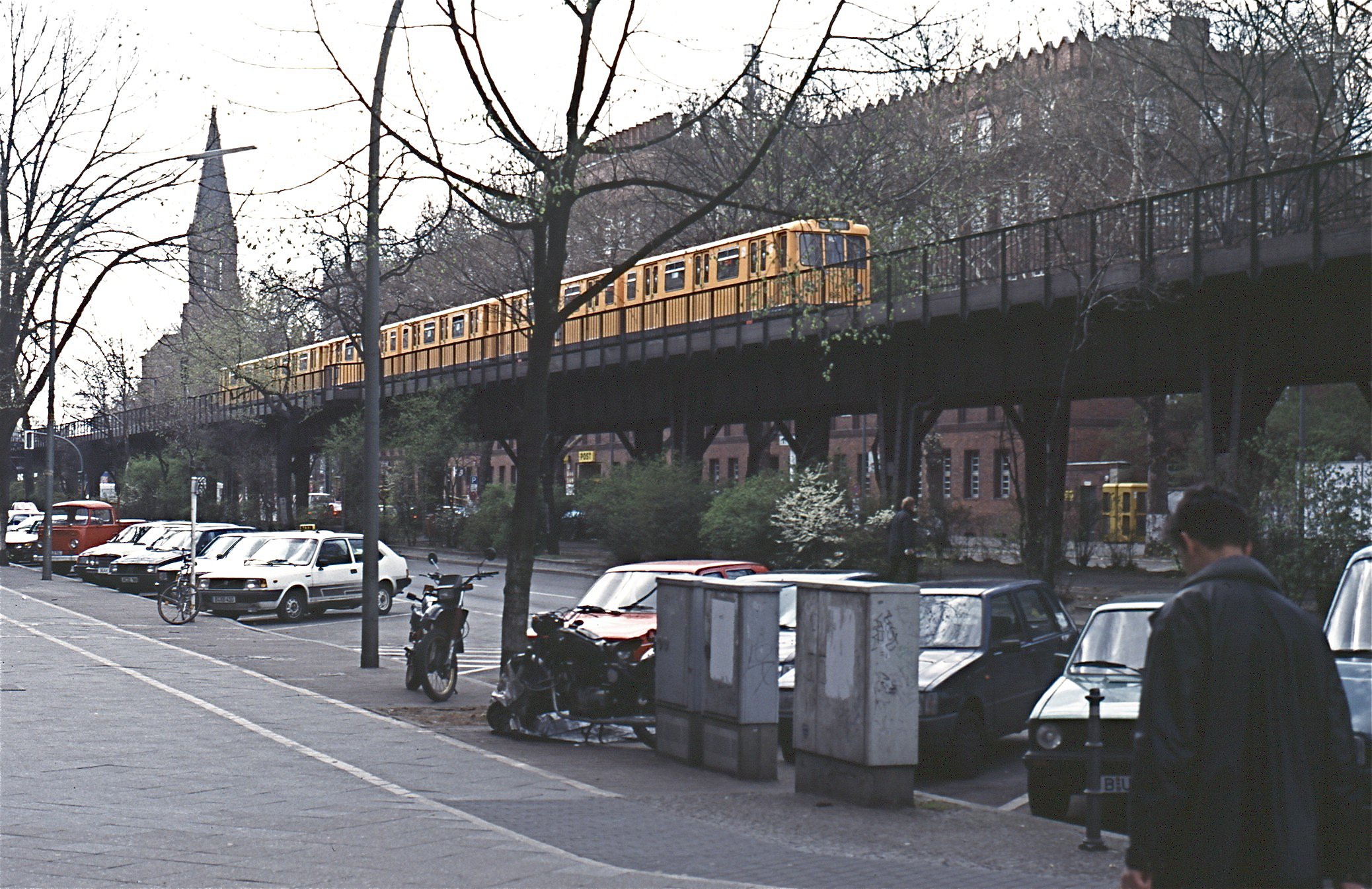
Skalitzer Straße mit Hochbahn, Postamt 36 und Emmauskirche, 1997

## Sonstiges
Auf dem von der Elektropop-Band Grossstadtgeflüster im August 2019 veröffentlichten Album Trips & Ticks ist ein Lied nach der Straße benannt. Sie dient hier als Symbol für potentiell tödliche Konflikte zwischen Auto- und Radfahrern im Berliner Straßenverkehr und wird im Lied nur einmal kurz am Ende erwähnt: „Und aus der Skalitzer Straße wird der Skalitzer Platz“.
Nach dem Tod der Holocaust-Überlebenden und Zeitzeugin Margot Friedländer im Mai 2025 schlug der Journalist Dominik Mai in einem Kommentar im Tagesspiegel vor, die Skalitzer Straße nach ihr zu benennen. Friedländer lebte von 1941 bis 1943 in der Skalitzer Straße 32. Vor dem Gebäude erinnern heute Stolpersteine an sie und ihre Familie.